# Championnat d'Israël de football 2023-2024
Navigation
Édition précédente Édition suivante
La saison 2023-2024 est la 82e édition du championnat d'Israël de football. Elle oppose les quatorze meilleurs clubs d’Israël lors d'une première phase de vingt-six journées. À l'issue de cette première phase, les six premiers disputent la poule pour le titre, tandis que les huit derniers prennent part à la poule de relégation, qui voit les deux derniers être relégués en Liga Leumit.
Trois places qualificatives pour les compétitions européennes seront attribuées par le biais du championnat (1 place au deuxième tour de qualification de Ligue des champions 2024-2025 et deux places au deuxième tour de qualification de Ligue Conférence 2024-2025). Une place au deuxième tour de qualification de la Ligue Europa 2024-2025 est garantie au vainqueur de la Coupe d'Israël.
Le Maccabi Tel-Aviv termine à la première place en fin de saison et remporte son 25e titre de champion

## Compétition

### Première phase
Le classement est établi sur le barème de points classique (victoire à 3 points, match nul à 1, défaite à 0).
| Rang | Équipe                  | Pts  | J  | G  | N  | P  | Bp | Bc | Diff |
| ---- | ----------------------- | ---- | -- | -- | -- | -- | -- | -- | ---- |
| 1    | Maccabi Tel-Aviv        | 62   | 26 | 19 | 5  | 2  | 55 | 20 | +35  |
| 2    | Maccabi Haïfa T S       | 55-2 | 26 | 17 | 6  | 3  | 55 | 18 | +37  |
| 3    | Hapoël Beer-Sheva       | 49   | 26 | 15 | 4  | 7  | 45 | 19 | +26  |
| 4    | Hapoël Haïfa            | 47   | 26 | 14 | 5  | 7  | 38 | 32 | +6   |
| 5    | Maccabi Bnei Reineh     | 34   | 26 | 8  | 10 | 8  | 27 | 26 | +1   |
| 6    | Bnei Sakhnin FC         | 33-1 | 26 | 7  | 13 | 6  | 26 | 31 | -5   |
| 7    | Hapoël Jérusalem FC     | 31   | 26 | 8  | 7  | 11 | 28 | 33 | -5   |
| 8    | Maccabi Petah-Tikva P C | 30   | 26 | 8  | 6  | 12 | 31 | 48 | -17  |
| 9    | Maccabi Netanya         | 28   | 26 | 8  | 4  | 14 | 29 | 41 | -12  |
| 10   | Hapoël Hadera FC        | 28   | 26 | 8  | 4  | 14 | 21 | 38 | -17  |
| 11   | Hapoël Tel-Aviv FC      | 26-1 | 26 | 6  | 9  | 11 | 29 | 37 | -8   |
| 12   | Beitar Jérusalem FC     | 25-5 | 26 | 8  | 6  | 12 | 34 | 34 | 0    |
| 13   | MS Ashdod               | 22   | 26 | 5  | 7  | 14 | 20 | 42 | -22  |
| 13   | Hapoël Petah-Tikva P    | 19   | 26 | 3  | 10 | 13 | 20 | 39 | -19  |

Qualifications
- 1re au 6e : Groupe championnat
- 7e et 14e : Groupe relégation

Abréviations

### Deuxième phase

#### Groupe championnat
Les clubs conservent la totalité des points acquis lors de la première phase.
| Rang | Équipe              | Pts  | J  | G  | N  | P  | Bp | Bc | Diff |
| ---- | ------------------- | ---- | -- | -- | -- | -- | -- | -- | ---- |
| 1    | Maccabi Tel-Aviv    | 85   | 36 | 26 | 7  | 3  | 75 | 25 | +50  |
| 2    | Maccabi Haïfa T S   | 74-2 | 36 | 23 | 7  | 6  | 75 | 28 | +47  |
| 3    | Hapoël Beer-Sheva   | 61   | 36 | 19 | 4  | 13 | 55 | 40 | +15  |
| 4    | Hapoël Haïfa        | 59   | 36 | 18 | 5  | 13 | 48 | 47 | +1   |
| 5    | Maccabi Bnei Reineh | 44   | 36 | 11 | 11 | 14 | 38 | 44 | -6   |
| 6    | Bnei Sakhnin FC     | 44-1 | 36 | 10 | 15 | 11 | 39 | 46 | -7   |

Qualifications européennes
Ligue des champions 2024-2025
- 1er : deuxième tour de qualification

Ligue Conférence 2024-2025
- 2e et 3e : deuxième tour de qualification

Abréviations

#### Poule de relégation
Les clubs conservent la totalité des points acquis lors de la première phase.
| Rang | Équipe                  | Pts  | J  | G  | N  | P  | Bp | Bc | Diff |
| ---- | ----------------------- | ---- | -- | -- | -- | -- | -- | -- | ---- |
| 7    | Hapoël Jérusalem FC     | 43   | 33 | 12 | 7  | 14 | 38 | 39 | -1   |
| 8    | Maccabi Petah-Tikva P C | 40   | 33 | 11 | 7  | 15 | 44 | 57 | -13  |
| 9    | Maccabi Netanya         | 38   | 33 | 11 | 5  | 17 | 36 | 48 | -12  |
| 10   | MS Ashdod               | 37   | 33 | 9  | 10 | 14 | 29 | 45 | -16  |
| 11   | Beitar Jérusalem FC     | 36-5 | 33 | 11 | 8  | 14 | 45 | 40 | +5   |
| 12   | Hapoël Hadera FC        | 36   | 33 | 10 | 6  | 17 | 28 | 49 | -21  |
| 13   | Hapoël Tel-Aviv FC      | 33-1 | 33 | 8  | 10 | 15 | 35 | 51 | -16  |
| 14   | Hapoël Petah-Tikva P    | 24   | 33 | 4  | 12 | 17 | 25 | 51 | -26  |

Qualifications européennes
Ligue Conférence 2024-2025
- C : deuxième tour de qualification

Relégation en Liga Leumit
- 13e et 14e : relégation

Abréviations
- Le Maccabi Petah-Tikva est qualifié pour la Ligue Conférence 2024-2025 en tant que vainqueur de la Coupe d'Israël 2023-2024[2].

## Bilan de la saison
| Championnat d'Israël de football 2023-2024                        |                              |
| Champion                                                          | Maccabi Tel-Aviv (25e titre) |
| Coupes et trophées                                                |                              |
| Vainqueur de la Coupe d'Israël 2023-2024                          | Maccabi Petah-Tikva          |
| Qualifications continentales                                      |                              |
| Ligue des champions de l'UEFA 2024-2025                           | Maccabi Tel-Aviv             |
| Ligue Conférence 2024-2025                                        | Maccabi Petah-Tikva          |
| Ligue Conférence 2024-2025                                        | Hapoël Beer-Sheva            |
| Ligue Conférence 2024-2025                                        | Maccabi Haïfa                |
| Promotions et relégations                                         |                              |
| Promus en Championnat d'Israël de football                        | Hapoël Ironi Kiryat Shmona   |
| Promus en Championnat d'Israël de football                        | Ironi Tiberias FC            |
| Relégués en Championnat d'Israël de football de deuxième division | Hapoël Tel-Aviv FC           |
| Relégués en Championnat d'Israël de football de deuxième division | Hapoël Petah-Tikva           |